# Półprzewodnikowe elementy mocy
Półprzewodnikowe elementy mocy – tranzystory, tyrystory, diody oraz inne elementy, które są przystosowane do pracy z dużymi mocami.

## Zastosowania
- prostowniki
- przetwornice
- łączniki
- w układach smart power

## Przegląd elementów
- bipolarne: TDM, MCT, IGBT, SiTH
- unipolarne: VDMOS, CoolMos, FliMOS
- tyrystory: SCT, GTO

## Materiały
Większość z nich wykonanych jest z krzemu, ale ze względu na niektóre właściwości często stosuje się krzemogerman, arsenek galu, azotek galu oraz, rokujący bardzo duże perspektywy rozwoju, węglik krzemu. Poza tym trwają badania nad wykorzystaniem diamentów oraz materiałów organicznych.
Do oceny przydatności materiału stosuje się specjalne współczynniki FOM (z ang. figure of merit). Mają one na celu ułatwienie porównanie materiałów do krzemu, któremu w każdym przypadku odpowiada wartość 1.
- JFOM (Johnson's FOM): wzmacniacze dużej mocy, wielkie częstotliwości (ocena pracy impulsowej)
- KFOM (Keyes' FOM): szybkie przełączanie
- BFOM (Baliga's FOM): przełączniki unipolarne wysokiej mocy, ale małej częstotliwości
- BHFFOM (Baliga's high-frequency FOM): odpowiednik BFOM z uwzględnieniem dużych częstotliwości

## Problemy projektowania

### Podstawowe własności elektryczne
- spadek napięcia przy polaryzacji przewodzącej
- napięcie blokowania
- moc dopuszczalna
- maksymalna częstotliwość przełączania
- rezystancja włączenia

### Wybrane problemy technologiczne
Ze  względu na stawiane wymagania charakterystyki uzyskanych przyrządów odbiegają od tych, które mają zwykłe elementy półprzewodnikowe. W wielu złożonych strukturach pojawiają się pasożytnicze elementy, których wpływ technolog musi zminimalizować.